# 门加穆尼奥斯
门加穆尼奥斯，是西班牙卡斯蒂利亚-莱昂阿维拉省的一个市镇。 总面积12km2, 总人口70人（2001年），人口密度6人/km2。